# 1988年冬季奥林匹克运动会短道速滑比赛
1988年冬季奧林匹克運動會短道速滑比賽于1988年2月20日-1988年2月25日在加拿大卡尔加里马克斯贝尔体育馆舉行，該屆比賽共設10個小項，共有來自12個代表團的64名選手參加。
这个项目是1988年奥运会的表演项目，所获得的奖牌数并不被官方计算在内，这也是奥运会历史上唯一一次短道速滑和冰壶共用比赛场地。

## 奖牌榜
*   主办国家/地区（加拿大）
| 排名                | 代表团              | 金牌 | 銀牌 | 銅牌 | 总计 |
| ------------------- | ------------------- | ---- | ---- | ---- | ---- |
| 1                   | 荷兰（NED）         | 2    | 2    | 1    | 5    |
| 2                   | 英国（GBR）         | 2    | 0    | 0    | 2    |
| 2                   | 韩国（KOR）         | 2    | 0    | 0    | 2    |
| 4                   | 加拿大（CAN）*      | 1    | 6    | 3    | 10   |
| 5                   | 意大利（ITA）       | 1    | 1    | 2    | 4    |
| 6                   | 日本（JPN）         | 1    | 1    | 1    | 3    |
| 7                   | 中国（CHN）         | 1    | 0    | 2    | 3    |
| 8                   | 法国（FRA）         | 0    | 0    | 1    | 1    |
| 总计（共8个代表团） | 总计（共8个代表团） | 10   | 10   | 10   | 30   |

## 奖牌得主

### 男子
| 項目                | 金牌                                                                          | 金牌    | 银牌                                                                            | 银牌    | 铜牌                                                                              | 铜牌    |
| 500米 （詳細）      | 威尔夫·奥莱利 · 英国（GBR）                                                   | 44.80   | 马里奥·文森特 · 加拿大（CAN）                                                   | 45.15   | 石原辰义 · 日本（JPN）                                                            | 45.37   |
| 1000米 （詳細）     | 威尔夫·奥莱利 · 英国（GBR）                                                   | 1:33.44 | 米歇尔·戴尼奥 · 加拿大（CAN）                                                   | 1:33.66 | 马克·贝拉 · 法国（FRA）                                                           | 1:34.45 |
| 1500米 （詳細）     | 金琪焄 · 韩国（KOR）                                                          | 2:26.68 | 路易斯·格雷尼尔 · 加拿大（CAN）                                                 | 2:26.99 | 奥拉齐奥·法戈内 · 意大利（ITA）                                                   | 2:27.16 |
| 3000米 （詳細）     | 李准镐 · 韩国（KOR）                                                          | 5:21.63 | 查尔斯·费尔德霍文 · 荷兰（NED）                                                 | 5:22.39 | 米歇尔·戴尼奥 · 加拿大（CAN）                                                     | 5:30.68 |
| 5000米接力 （詳細） | 荷兰（NED） · 查尔斯·费尔德霍文 · 彼得·范德维尔德 · 雅科·莫斯 · 理查德·苏伊滕 | 7:29.05 | 意大利（ITA） · 奥拉齐奥·法戈内 · 胡戈·赫恩霍夫 · 罗伯托·佩雷蒂 · 恩里科·佩雷蒂 | 7:30.39 | 加拿大（CAN） · 路易斯·格雷尼尔 · 米歇尔·戴尼奥 · 罗伯特·杜布勒伊 · 马里奥·文森特 | 7:35.47 |

### 女子
| 項目                | 金牌                                                                                       | 金牌    | 银牌                                                          | 银牌    | 铜牌                                                                    | 铜牌    |
| 500米 （詳細）      | 莫尼克·维泽博尔 · 荷兰（NED）                                                              | 48.28   | 伊登·多纳泰利 · 加拿大（CAN）                                 | 48.34   | 李琰 · 中国（CHN）                                                      | 48.84   |
| 1000米 （詳細）     | 李琰 · 中国（CHN）                                                                         | 1:39.00 | 茜尔维·戴格尔 · 加拿大（CAN）                                 | 1:41.15 | 莫尼克·维泽博尔 · 荷兰（NED）                                           | 1:43.10 |
| 1500米 （詳細）     | 茜尔维·戴格尔 · 加拿大（CAN）                                                              | 2:37.61 | 莫尼克·维泽博尔 · 荷兰（NED）                                 | 2:37.77 | 李琰 · 中国（CHN）                                                      | 2:37.92 |
| 3000米 （詳細）     | 狮子井英子 · 日本（JPN）                                                                   | 5:25.44 | 茜尔维·戴格尔 · 加拿大（CAN）                                 | 5:25.82 | 玛丽亚·罗莎·坎迪多 · 意大利（ITA）                                      | 5:25.89 |
| 3000米接力 （詳細） | 意大利（ITA） · 玛丽亚·罗莎·坎迪多 · 加布里埃拉·蒙特杜罗 · 芭芭拉·穆西奥 · 克里斯蒂娜·肖拉 | 4:45.88 | 日本（JPN） · 竹内洋美 · 山田乃玞子 · 狮子井英子 · 山田由美子 | 4:46.91 | 加拿大（CAN） · 苏珊·奥赫 · 纳塔莉·朗贝尔 · 伊登·多纳泰利 · 玛丽斯·佩罗 | 4:49.77 |